# Nitrozónium-oktafluoroxenát(VI)
A nitrozónium-oktafluoroxenát(VI) szervetlen vegyület, képlete (NO)2XeF8. Ionvegyület, melyet NO+ nitrozónium kationok és oktafluoroxenát(VI) anionok (XeF2−8) alkotnak.
A Xe−F kötéshosszak a következők: 197,1 pm; 194,6 pm; 195,8 pm; 205,2 pm és 209,9 pm.
Xenon-hexafluorid és nitrozil-fluorid reakciójával lehet előállítani:
XeF6 + 2 NOF → (NO)2XeF8
Az oktafluoroxenát(VI) anion egyéb vegyületei is ismertek, többek között az alkálifém sói, mint a Cs2XeF8 és a Rb2XeF8, melyek egészen 400 °C-ig stabilisak.

## Fordítás
Ez a szócikk részben vagy egészben a Nitrosonium octafluoroxenate(VI) című angol Wikipédia-szócikk ezen változatának fordításán alapul.  Az eredeti cikk szerkesztőit annak laptörténete sorolja fel. Ez a jelzés csupán a megfogalmazás eredetét és a szerzői jogokat jelzi, nem szolgál a cikkben szereplő információk forrásmegjelöléseként.